# مایزلدورف
مایزلدورف (به آلمانی: Meiseldorf) یک منطقهٔ مسکونی در اتریش است که در ناحیه هورن واقع شده‌است. مایزلدورف ۹۶۲ نفر جمعیت دارد.